# Mount Kanlaon Natural Park
Der Mount Kanlaon Natural Park ist ein Naturpark auf der philippinischen Insel Negros. Er wurde am 8. August 1934 mit dem Erlass Nr. 721 als Naturpark eingerichtet, der Schutzstatus wurde mit der Proclamation Nr. 1005 vom 8. Mai 1997 ausgeweitet und das Gebiet zum Naturpark erklärt. Am 11. August 2001 wurde der Naturpark als Schutzgebiet in das philippinische Gesetz zum Schutz der Biosphäre (NIPAS) aufgenommen, zuvor waren die Waldbestände des Nationalparks ungeschützt. Die Gesamtfläche des Naturparks bedeckt eine Fläche von 248,54 km² in den Provinzen Negros Occidental und Negros Oriental. Im Norden des Naturparks schließt sich der 804,54 km² große Northern Negros Natural Park an, der sich bis zu den Vulkanen Silay und Mandalagan erstreckt. 
Der Mount Kanlaon ist ein aktiver Vulkan und mit 2.435 Metern über dem Meeresspiegel der höchste Berg auf der Insel Negros. Er liegt ca. 35 km südöstlich von Bacolod City. In dem Nationalpark liegen ausgedehnte Regenwälder die insgesamt 114,75 km² der Gesamtfläche bedecken. Die restlichen Flächen bedecken Heidevegetation, es gibt auch landwirtschaftlich genutzte Flächen in den Städten und Stadtgemeinden La Carlota City, San Carlos City, Canlaon City und La Castellana. 
Die dichte Regenwaldvegetation des Naturparks ist Heimat vieler vom Aussterben bedrohter endemischer Tierarten wie die des Visayas-Pustelschweins (Sus cebifrons) und des Prinz-Alfred-Hirsches (Cervus alfredi). 
Bei der Erfassung der Avifauna wurden unter anderem Bestände des Tariktik-Hornvogels (Penelopides panini), der Negros-Fruchttaube (Ptilinopus arcanus), der Negros-Dolchstichtaube (Gallicolumba keayi), der Gefleckte Fruchttaube (Ducula carola) und des Negrosdschungelschnäppers (Rhinomyias albigularis) nachgewiesen. 